# Пура (присілок)
Пура́ (рос. Пура) — присілок у складі Афанасьєвського району Кіровської області, Росія. Входить до складу Ічетовкінського сільського поселення.
Населення становить 104 особи (2010, 134 у 2002).
Національний склад станом на 2002 рік — росіяни 99 %.